# Aldarulls racials

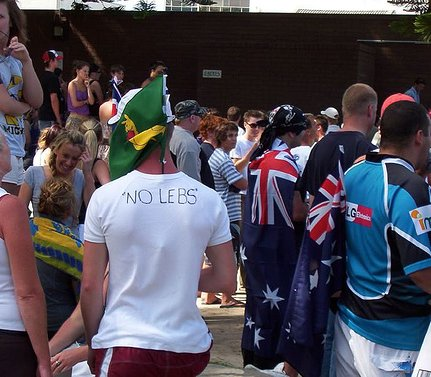
Manifestants australians coberts per la bandera nacional amb les inscripcions «No Lebs» («Libanesos No»)

Els aldarulls racials són una forma d'avalot causada per tensions entre diferents grups ètnics. Aquesta forma de violència, que és sovint un fenomen urbà, ha provocat nombrosos enfrontaments, especialment en els Estats Units.